# (2699) Kalinin
(2699) Kalinin ist ein Asteroid des mittleren Hauptgürtels. Der Himmelskörper wurde von der sowjetischen Astronomin Ljudmila Tschernych am 16. Dezember 1976 am Krim-Observatorium in Nautschnyj (IAU-Code 095) entdeckt. Sichtungen des Asteroiden hatte es vorher schon am 20. Oktober 1950 unter der vorläufigen Bezeichnung 1950 UH am Goethe-Link-Observatorium in Indiana gegeben.
Mittlere Sonnenentfernung (große Halbachse), Exzentrizität und Neigung der Bahnebene des Asteroiden entsprechen grob der Maria-Familie, einer nach (170) Maria benannten Gruppe von Asteroiden.
Im Rahmen des argentinischen Programmes La Asociación de Observatorios Argentinos de Cuerpos Menores (AOACM) wurde die Lichtkurve des Asteroid untersucht. Die Beobachtungen im November und Dezember 2010 waren jedoch nicht aufschlussreich genug, um die Rotationsperiode zuverlässig bestimmen zu können. Analysen der Lichtkurve mit dem 50-cm-Ritchey-Chrétien-Teleskop des Oakley Southern Sky Observatorys in Coonabarabran, New South Wales im September 2014 waren ebenso wenig erfolgreich.
(2699) Kalinin wurde am 24. Juli 1983 nach Michail Iwanowitsch Kalinin (1875–1946) benannt, der von 1919 bis 1922 Staatsoberhaupt der Russischen SFSR war sowie von 1923 bis 1946 als Vorsitzender des Präsidiums des Obersten Sowjets formelles Staatsoberhaupt der Sowjetunion.